# Armando Costa
Armando Costa (ur. 25 marca 1975) – portugalski niepełnosprawny sportowiec, uprawiające boccię. Mistrz paraolimpijski z Londynu w 2012 roku oraz brązowy medalista z Pekinu w 2008 roku.

## Medale Igrzysk Paraolimpijskich

### 2012
- - Boccia- pary - BC3

### 2008
- - Boccia - pary - BC3